# DF-4
DF-4 (Hán Việt: Đông Phong 4; tiếng Trung: 东风-4; bính âm: Dōng Fēng 4; nghĩa đen 'Gió Đông 4'; tên định danh NATO: CSS-3) là một loại tên lửa đạn đạo liên lục địa (ICBM) hai tầng thế hệ thứ nhất thuộc dòng tên lửa Đông Phong do Trung Quốc phát triển và chế tạo. Người ta cho rằng tên lửa này được triển khai với số lượng hạn chế trong các hầm ngầm dưới lòng đất từ cuối thập niên 1970 và đầu thập niên 1980. DF-4 trang bị đầu đạn hạt nhân nặng 2.190 kg với sức công phá 3,3 Megaton, tầm bắn 5.500 km, giúp nó có khả năng vươn tới các mục tiêu ở xa như Nga, Ấn Độ và các căn cứ Mỹ ở Thái Bình Dương. Do tên lửa sử dụng hệ thống dẫn đường quán tính nên sai số vòng tròn CEP khá lớn, lên tới 1.500 m (1,5 km). Tính đến năm 2017, Trung Quốc đã triển khai 10–15 bệ phóng.

## Lịch sử

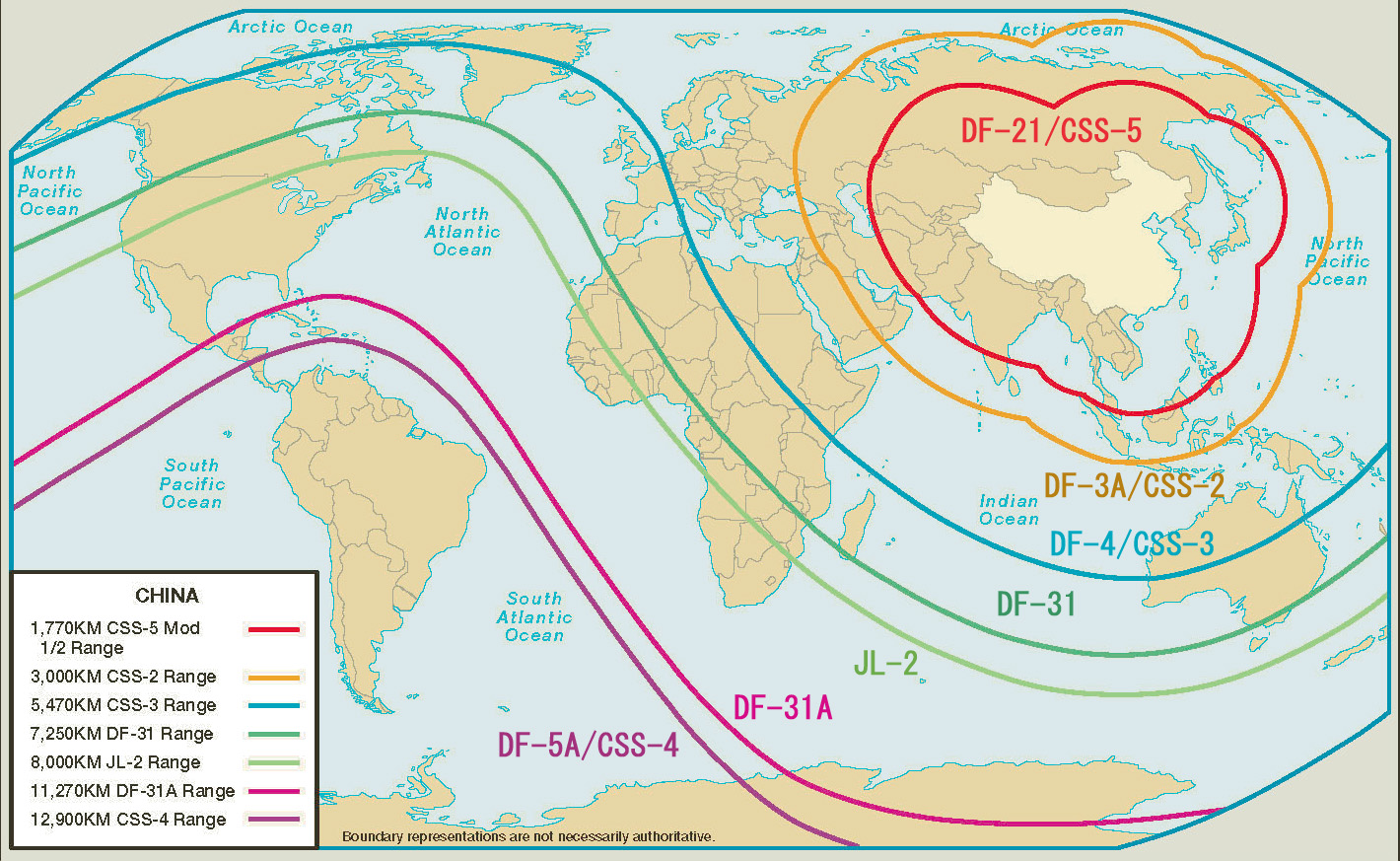
Tầm bắn của nhiều loại tên lửa Trung Quốc (năm 2007); Tầm bắn của DF-4 được đánh dấu màu xanh biển.

Năm 1965, Trung Quốc quyết định phát triển DF-4 để đáp trả việc các tàu ngầm mang tên lửa đạn đạo của Mỹ hoạt động tuần tra ngoài khơi đảo Guam. Người thiết kế tên lửa được cho là Nhiệm Tân Dân hoặc Đồ Thủ Ngạc (屠守锷), và Nhà máy 211 (Capital Astronautics Co., còn gọi là Capital Machine Shop) là nơi tiến hành sản xuất tên lửa.
Năm 1972, tình báo Mỹ dự đoán thời điểm hoạt động ban đầu (IOC) của DF-4 sẽ rơi vào khoảng năm 1974 hoặc 1975. Trên thực tế, Trung Quốc bắt đầu triển khai vào giai đoạn 1975–1976, nhưng đến năm 1984, chỉ có bốn tên lửa loại này sẵn sàng chiến đấu.
DF-4 có hai phiên bản, một phiên bản được cất giữ trong các hang động hoặc nhà chứa và sẽ được đưa ra ngoài khi phóng, phiên bản còn lại đặt trong hầm ngầm và phóng bằng giếng phóng.
Bộ Quốc phòng Mỹ tin rằng tên lửa này sẽ tiếp tục đóng vai trò là công cụ răn đe của Trung Quốc cho đến khi thay thế bằng DF-31. Đây sẽ là bước tiến đáng kể về năng lực chiến đấu của Quân đoàn Pháo binh số 2. DF-31A có tầm bắn 13.200 km (trong khi DF-4 chỉ có 5.500 km) và có thể di chuyển cơ động trên đường bộ hoặc đường sắt, do đó có khả năng sống sót cao hơn so với DF-4 vốn chỉ đặt cố định trong hầm ngầm.